# Nychiodes tyttha
Nychiodes tyttha är en fjärilsart som beskrevs av Louis Beethoven Prout 1915. Nychiodes tyttha ingår i släktet Nychiodes och familjen mätare. Inga underarter finns listade i Catalogue of Life.